# Vallonska pilen (damer)
Vallonska pilen (för damer) (franska: La Flèche Wallonne Femmes, även kallat La Flèche Wallonne Féminine) är ett endagstävlingslopp för damer på cykel som hålls i april varje år i Ardennerna i Belgien. Tävlingen går av stapeln mitt i veckan i slutet av april mellan de två tävlingarna Amstel Gold Race och Liège-Bastogne-Liège. Damernas lopp startade 1998 som en parallelltävling till den äldre Vallonska pilen för herrar. Damerna följer till stor del samma bana som herrarna, men distansen är kortare.
Anna van der Breggen har vunnit tävlingen sju gånger och Marianne Vos fem, medan Fabiana Luperini och Nicole Cooke har tre vinster var.
Loppet ingår sedan 2016 i UCI Women's World Tour

## Podieplaceringar[2]
| År   | Vinnare                      | Andra plats                 | Tredje plats               |
| ---- | ---------------------------- | --------------------------- | -------------------------- |
| 1998 | Fabiana Luperini (ITA)       | Pia Sundstedt (FIN)         | Catherine Marsal (FRA)     |
| 1999 | Hanka Kupfernagel (GER)      | Edita Pučinskaitė (LTU)     | Cindy Pieters (BEL)        |
| 2000 | Geneviève Jeanson (CAN)      | Pia Sundstedt (FIN)         | Fany Lecourtois (FRA)      |
| 2001 | Fabiana Luperini (ITA)       | Anna Millward (AUS)         | Trixi Worrack (GER)        |
| 2002 | Fabiana Luperini (ITA)       | Lyne Bessette (CAN)         | Priska Doppmann (SUI)      |
| 2003 | Nicole Cooke (GBR)           | Susan Palmer-Komar (CAN)    | Priska Doppmann (SUI)      |
| 2004 | Sonia Huguet (FRA)           | Hanka Kupfernagel (GER)     | Edita Pučinskaitė (LTU)    |
| 2005 | Nicole Cooke (GBR)           | Oenone Wood (AUS)           | Judith Arndt (GER)         |
| 2006 | Nicole Cooke (GBR)           | Judith Arndt (GER)          | Trixi Worrack (GER)        |
| 2007 | Marianne Vos (NED)           | Nicole Cooke (GBR)          | Judith Arndt (GER)         |
| 2008 | Marianne Vos (NED)           | Marta Bastianelli (ITA)     | Judith Arndt (GER)         |
| 2009 | Marianne Vos (NED)           | Emma Johansson (SWE)        | Claudia Häusler (GER)      |
| 2010 | Emma Pooley (GBR)            | Nicole Cooke (GBR)          | Emma Johansson (SWE)       |
| 2011 | Marianne Vos (NED)           | Emma Johansson (SWE)        | Judith Arndt (GER)         |
| 2012 | Evelyn Stevens (USA)         | Marianne Vos (NED)          | Linda Villumsen (NZL)      |
| 2013 | Marianne Vos (NED)           | Elisa Longo Borghini (ITA)  | Ashleigh Moolman (RSA)     |
| 2014 | Pauline Ferrand-Prévot (FRA) | Lizzie Armitstead (GBR)     | Elisa Longo Borghini (ITA) |
| 2015 | Anna van der Breggen (NED)   | Annemiek van Vleuten (NED)  | Megan Guarnier (USA)       |
| 2016 | Anna van der Breggen (NED)   | Evelyn Stevens (USA)        | Megan Guarnier (USA)       |
| 2017 | Anna van der Breggen (NED)   | Lizzie Deignan (GBR)        | Katarzyna Niewiadoma (POL) |
| 2018 | Anna van der Breggen (NED)   | Ashleigh Moolman (RSA)      | Megan Guarnier (USA)       |
| 2019 | Anna van der Breggen (NED)   | Annemiek van Vleuten (NED)  | Annika Langvad (DEN)       |
| 2020 | Anna van der Breggen (NED)   | Cecilie Uttrup Ludwig (DEN) | Demi Vollering (NED)       |
| 2021 | Anna van der Breggen (NED)   | Katarzyna Niewiadoma (POL)  | Elisa Longo Borghini (ITA) |
| 2022 | Marta Cavalli (ITA)          | Annemiek van Vleuten (NED)  | Demi Vollering (NED)       |
| 2023 | Demi Vollering (NED)         | Liane Lippert (GER)         | Gaia Realini (ITA)         |
| 2024 | Katarzyna Niewiadoma (POL)   | Demi Vollering (NED)        | Elisa Longo Borghini (ITA) |
| 2025 | Puck Pieterse (NED)          | Demi Vollering (NED)        | Elisa Longo Borghini (ITA) |